# In Heat
In Heat es el tercer álbum de estudio del grupo vocal femenino estadounidense Love Unlimited, producido por el cantante y compositor estadounidense Barry White y lanzado en 1974 por la compañía discográfica 20th Century Records. El álbum llegó a la posición #15 en la lista de álbumes R&B. El sencillo I Belong To You fue número #1 en la lista de canciones R&B de 1975.

## Listado de canciones
| Side one |                                                         |          |  |
| N.º      | Título                                                  | Duración |  |
| 1.       | «Move Me No Mountain» (Jerry Ragovoy, Aaron Schroeder)  | 3:55     |  |
| 2.       | «Share a Little Love in Your Heart» (B. White)          | 5:53     |  |
| 3.       | «Oh I Should Say, It's Such a Beautiful Day» (B. White) | 3:30     |  |

| Side two |                                                    |          |  |
| N.º      | Título                                             | Duración |  |
| 1.       | «I Needed Love - You Were There» (B. White)        | 3:47     |  |
| 2.       | «I Belong to You» (B. White)                       | 5:07     |  |
| 3.       | «I Love You So, Never Gonna Let You Go» (B. White) | 3:20     |  |
| 4.       | «Love's Theme» (B. White, A. Schroeder)            | 3:59     |  |

## Listas
| Lista (1974)              | Posición más alta |
| ------------------------- | ----------------- |
| Billboard Pop Albums      | 85                |
| Billboard Top Soul Albums | 15                |

### Sencillos
| Año  | Sencillo                            | Posición | Posición |
| Año  | Sencillo                            | US Pop   | US R&B   |
| ---- | ----------------------------------- | -------- | -------- |
| 1975 | "I Belong To You"                   | 27       | 1        |
| 1975 | "Share A Little Love In Your Heart" | -        | 21       |